# كريستيان ورث
كريستيان ورث (بالألمانية: Christian Wirth )‏ (و. 1885 – 1944 م) هو ضابط، ومعذب ألماني، كان عضوًا في الحزب النازي، شارك في عملية T4، وكان عضوًا في كتيبة العاصفة، توفي عن عمر يناهز 59 عاماً، بسبب إصابة بعيار ناري.

## جوائز
حصل على جوائز منها:
- صليب حديدي.